# شینانو، ناگانو
شینانو، ناگانو (به لاتین: Shinano, Nagano) یک منطقهٔ مسکونی در ژاپن است که در استان ناگانو واقع شده‌است. شینانو ۱۴۹٫۳۰ کیلومترمربع مساحت و ۸٬۳۴۲ نفر جمعیت دارد.